# One Piece: Episode of Nami
One Piece: Episode of Nami: Tears of a Navigator and the Bonds of Friends (ワンピースエピソード・オブ・ナミ～航海士の涙と仲間の絆～, Wan Pīsu: Episōdo obu Nami ~ Kōkaishi no Namida to Nakama no Kizuna) é um especial de TV do anime One Piece. Ele foi ao ar na TV após o Episódio 560.

## Enredo
Após Nami roubar o Going Merry, Roronoa Zoro, Usopp e, posteriormente, Monkey D. Luffy e Sanji (junto com Johnny e Yosaku) definido após ela e acabar em Cocoyasi Village, cidade natal de Nami governado pelo tritão tirânico Arlong. E é aqui que o passado de Nami e os verdadeiros motivos são revelados.